# Jacques Larguier des Bancels
Pour les articles homonymes, voir Larguier.
Ne doit pas être confondu avec Jean Larguier des Bancels.
Jacques Larguier des Bancels, de son nom complet Jean Jacques Frédéric Larguier des Bancels, né le 29 mars 1844 à Vevey et mort le 4 mai 1904 à Lausanne, est un chirurgien, médecin légiste et conservateur vaudois,.

## Biographie
Originaire de Chavannes-près-Renens, de Genève et de Saint-Saphorin-sur-Morges, Jacques Larguier des Bancels suit l'école obligatoire à Lausanne puis, à l'Académie de Lausanne, les cours de lettres et de sciences ; il en sort bachelier ès sciences physiques et naturelles en 1864. Il fréquente la même année les cours de la Faculté de médecine de Paris et y obtient, en 1870, un doctorat après une thèse sur le diagnostic et le traitement chirurgical des étranglements internes. Capitaine-médecin à l'ambulance militaire suisse pendant la guerre franco-allemande (1870-1871), il pratique la chirurgie à l'Hôpital cantonal de Lausanne dès 1872. Médecin à l'orphelinat de Lausanne (1876-1904), il est nommé professeur extraordinaire de médecine légale en 1890, lors de la création de la Faculté de médecine de l'Université. Il en est d'ailleurs le doyen de 1894 à 1896. Il devient en 1885 membre du Conseil de santé et des hospices, poste qu'il conservera jusqu'à sa mort. Premier président de la Société académique vaudoise fondée en 1890, il est en outre conservateur du Musée de zoologie de 1875 à 1904, conservateur du musée des sciences naturelles dès 1885 (avec Henri Blanc dès 1888) et membre fondateur du Musée du Vieux-Lausanne,.

### Vie privée
Il épouse le 27 mai 1875 Charlotte Secrétan, la fille de Charles Secrétan. Ils auront deux enfants : Jean-Charles (1876) et Marie (1877).